# Жостовская роспись
Жо́стовская ро́спись — русский народный художественный промысел росписи кованых металлических (жестяных) подносов, существующий с 1825 года в деревне Жостово Мытищинского района Московской области.
Основной мотив жостовской росписи — цветочный букет.

## История росписи
Жостовская подносная роспись появилась в подмосковном посёлке Жостово в 19 веке на основе традиционной Тагильской лаковой подносной росписи (XVIII век). История Жостово и жостовского промысла восходит к началу 19-го века, когда князья Демидовы с Урала занесли основы жестяного промысла в несколько подмосковных сёл и деревень бывшей Троицкой волости (ныне Мытищинский район Московской области) — Жостово, Осташково, Хлебникове, Троицком и других, где впоследствии возникли мастерские по изготовлению расписных лакированных изделий по жести и из папье-маше. Традиции этой росписи зародились в Жостово и окрестных селениях также на основе более ранней федоскинской миниатюры, являющейся видом русской лаковой живописи. Так же как федоскинская, жостовская роспись выполняется масляными красками в несколько слоёв, первым из которых является замалёвок. Сходными являются и другие используемые материалы: лак, металлический порошок, сусальное золото или поталь, перламутр. Вначале общими были и сюжеты. В отличие от более тонкой и изящной Тагильской росписи, Жостовская была ориентирована на более широкий круг потребителя, поэтому на жостовских подносах сюжеты обычно изображались более пышно и броско.
В 1922 году в деревне Новосельцево возникла «Новосельцевская трудовая артель» по выпуску железных лакированных подносов; в 1924 году в деревне организовались «Жостовская трудовая артель» и «Спецкустарь»; в 1925 году — «Лакировщик» и одновременно в селе Троицкое — артель «Свой труд» по росписи подносов. Все они были объединены в 1928 году в специализированную артель «Металлоподнос» в деревне.
1920—1930-е годы были нелёгкими в истории Жостово. Общие для советского искусства тенденции прямолинейного утверждения современности и реализма приводили к тому, что ведавшие народными промыслами организации пытались изменить традиционное направление их развития и внедряли в жостовскую живопись образцы орнаментальных и тематических композиций, созданные художниками-профессионалами без учёта специфики местного искусства и несущие черты станковизма и натурализма. Ведущие художники понимали чужеродность подобных новаций самой сущности народного творчества, сумели противостоять им и направить новые идеи на углубление традиционного мастерства.

В 1960-е годы начался новый этап в истории Жостово, продолжающийся и сейчас. Художественная роспись подносов обретала всё больший авторитет и популярность благодаря не только массовым изделиям, но и уникальными произведениям ведущих мастеров, все чаще привлекавшим внимание на многочисленных выставках в стране и за рубежом. За свою историю жостовские подносы из бытового предмета стали самостоятельными декоративными панно, а ремесло, служившее некогда подспорьем к земледелию, обрело статус уникального вида русского народного искусства. Сегодня декоративная роспись находится на подъёме. Это не означает, что в жизни промысла нет сложностей и проблем. Они существуют во всех сферах нашей культуры, которой приходится противостоять современной коммерциализации. Жостово подражают, пытаются подделываться под стиль и даже авторские манеры художников. Однако коллектив, постоянно работающий в промысле, обладает высочайшим профессионализмом, достигнутым многолетним упорным трудом и творческими поисками, совершенствованием мастерства и постоянной ориентацией на лучшие образцы из наследия старых мастеров. К этому надо добавить изучение истории искусства, классического натюрморта и разных видов русского прикладного и народного искусства, пополняющих «творческую копилку» мастеров.
- Поднос XIX века
- Поднос начала XX века
- Поднос в магазине сувениров в Санкт-Петербурге, 2009 год

## Особенности жостовской росписи
В искусстве жостовских мастеров реалистическое ощущение живой формы цветов и плодов сочетается с декоративной обобщённостью, родственной русской народной кистевой росписью на сундуках, берестяных туесах, прялках и т. п. Основной мотив росписи — цветочный букет простой композиции, в котором чередуются крупные садовые и мелкие полевые цветы. Роспись производится обычно по чёрному фону (иногда по красному, синему, зелёному, серебряному), причём мастер работает сразу над несколькими подносами.
По назначению подносы делятся на две группы: для бытовых целей (под самовары, для подачи пищи) и как украшение.
По форме подносы бывают круглые, восьмиугольные, комбинированные, прямоугольные, овальные и другие.
Ведущие художники жостовского промысла — В. И. Летков, А. И. Лезнов, И. С. Леонтьев, Д. С. Кледов, Н. П. Антипов, Е. П. Лапшин
Ведущие художники в современности:  М.В. Лебедев, Т.Н. Шолохова, Н.Ю. Фролова, О.В.Кошкина, Е.Ю. Мешкова

## Жостовская роспись в филателии
- Почтовая марка 1993 год. Жостовская роспись. Поднос «Летняя тройка».
- Почтовая марка, 2017 год. Венок, 1980 год
- Почтовая марка, 2017 год. Рябинка, 1976 год
- Почтовая марка, 2017 год. Смородина, 1957 год
- Почтовая марка 2025 год.